# 温州 (浙江)
温州，中国古代的州，在今浙江省温州市境。
唐朝上元二年（675年），分括州的永嘉县、安固县置温州，因为在温峤岭（今温岭县西）南得名。天宝元年（742年），天下改州为郡，改为永嘉郡，乾元元年（758年）复为温州。属江南东道。终唐一朝，下辖四县：永嘉县、安固县、横阳县、乐成县，辖境相当今浙江省温州市、永嘉县、乐清市、瑞安市、平阳县、文成县、泰顺县、洞头县、苍南县、玉环县等地。
五代时，属吴越国。因地处沿海冲要，宋元设置市舶司。北宋属两浙路，南宋属两浙东路。南宋咸淳元年（1265年）以宋度宗赵禥潜邸之故，升温州为瑞安府。元朝为温州路，明清为温州府。
| 唐朝温州辖县 | 唐朝温州辖县                                 |
| ------------ | -------------------------------------------- |
| 674年        | 永嘉县、安固县                               |
| 689年        | 永嘉县、安固县（增乐城县）                   |
| 701年        | 永嘉县、安固县、乐城县（增横阳县）           |
| 902年        | 永嘉县、安固县（改为瑞安县）、乐城县、横阳县 |

唐朝温州刺史
- 李怀让（唐高宗时）
- 封言道（685年）
- 王审礼（738年）
- 韦震（开元年间）
- 永嘉郡太守
- 季广琛（759年—761年）
- 康云间（761年—762年）
- 李皋（763年）
- 王晃（唐代宗时）
- 裴虬（772年—773年）
- 裴士淹（774年）
- 孙会（大历年间）
- 崔溆（建中年间）
- 裴希先（787年—790年）
- 路应（790年—791年）
- 李众（元和初年）
- 薛乂（元和年间）
- 韦宥（元和年间）
- 韩武（元和年间）
- 韩襄（大和末年）
- 张又新（开成年间）
- 孙景商（842年—844年）
- 苏球（844年）
- 韦庸（会昌年间）
- 李范（会昌末年—849年）
- 颜某（会昌、大中年间）
- 裴阅（851年）
- 张邕（大中、咸通年间）
- 段庆（871年）
- 鲁寔（876年）
- 崔绍（877年）
- 胡璠（中和初年）
- 朱诞（中和年间）
- 朱褒（883年—902年）
- 朱敖（902年）
- 丁章（902年—903年）
- 张惠（903年—905年）
- 卢佶（905年—907年）
- 吴璋（907年）
- 郑册